# Roger DeCoster

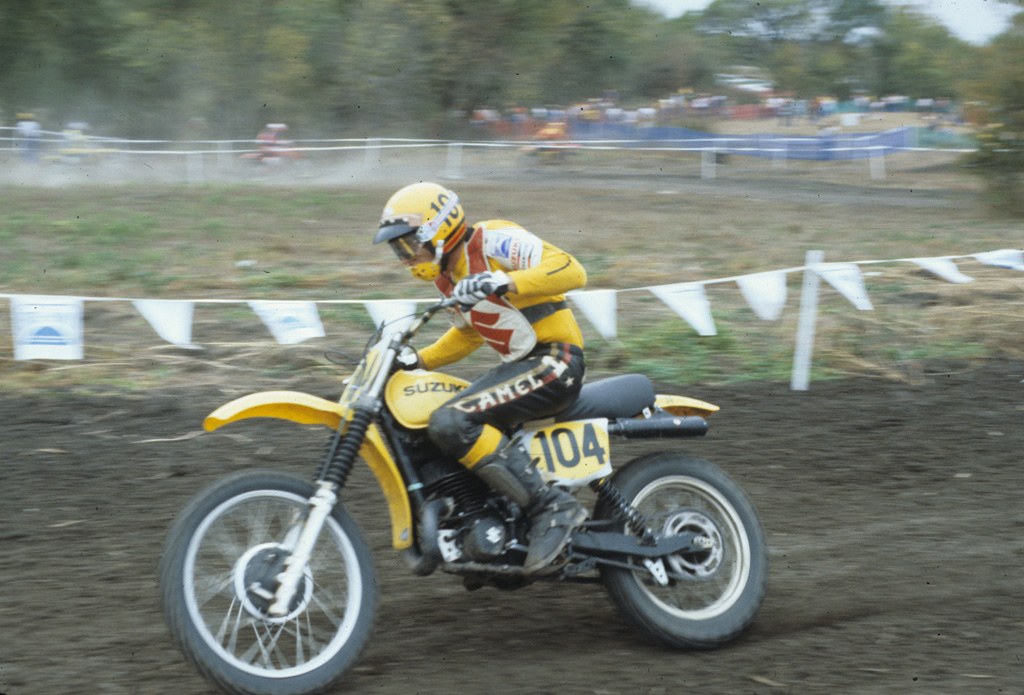
Roger DeCoster 1977

Roger DeCoster, född 1944, är en belgisk före detta motocrossförare. Han är en av de främsta genom tiderna med fem VM-titlar i 500-klassen 1971-1976.
Efter den aktiva karriären har DeCoster fortsatt att engagera sig i främst amerikansk motocross och var "team manager" för Team Makita Suzuki'. Sedan 2011 är DeCoster team manager för Red Bull Ktm vilket är den österrikiska motorcykeltillverkarens fabriksstall i USA.
Roger DeCoster är även lagledare för Team USA i Motocross of nations. Något DeCoster fått kritik för då han ej är född i USA. DeCoster är dock bosatt i USA sedan 70-talet samt är amerikansk medborgare. Mycket av kritiken har tystas ner tack vare av de briljanta resultaten Team USA har lyckats med i detta mästerskap.